# 劇団五期会
劇団五期会（げきだんごきかい）は、関西に本拠を置く日本の劇団。大阪新劇団協議会、関西俳優協議会に所属。

## 概要
NHK大阪放送劇団（現:大阪放送劇団）付属研究所の5期生により創設され、同年11月にウィリアム・インジの「ピクニック」で旗揚げ公演を行った。
升毅や國村隼などの俳優が以前所属していた。
- 事務所所在地： 〒553-0003 大阪府大阪市福島区福島6-1-1
- アクセス：JR大阪駅・福島駅、地下鉄西梅田駅

## 劇団員
2012年現在
劇団員
| - 尾崎麿基 - 上村厚文 - 井之上淳 - 宇仁菅真 - 牛丸裕司 - 阪東浩考 - 清水康司 | - 森畑結美子 - 小川悦子 - 林和子 - 八田麻住 - 勝村愛 - 堀部由加里 - 上嶋彩記子 |

準劇団員
- 藤井達也